# 王渊 (宋朝)
王渊（1077年—1129年），字几道，熙州（甘肃省临洮县）人，后迁居环州，北宋、南宋将领。

## 生平
王渊善于骑射。应募出击西夏国，屡立战功，官至熙河兰湟路第三将部将、权知巩州宁远砦。诸羌入侵，经略司征讨，表奏王渊总领岷山蕃兵将，领兵守卫泽州。羌人全军来争夺，王渊奋击，大破羌军，追至邈川城。转任同总领湟州蕃兵将兼知临宗砦，犯法免官。
宣和三年（1121年），刘延庆讨方腊，以王渊为先锋。方腊军盘据钱塘，气势嚣张。王渊对小校韩世忠说：“贼人以为我们远来，必定轻视我们。明日你迎战假装逃跑，我用强弩埋伏在数百步外，必可取胜。”韩世忠听他的话，方腊军果然追赶，伏兵发弩，应弦而倒。于是追到淳安，方腊据守帮源峒，于是围攻平定。王渊升官担任阁门宣赞舍人、权京畿提举保甲兼权提点刑狱公事。
然后跟随刘延庆攻契丹。刘延庆重兵坚壁在卢沟桥之南，派遣王渊等数千人保护饷道，战败为敌人擒获。随后逃归，因为出塞转任武功大夫、果州团练使。又跟随杨惟忠、辛兴宗击破群盗高托山等，转任拱卫大夫、宁州观察使。
靖康元年（1126年），为真定府总管，随即升任都统制。吴湛据赵州叛宋，被王渊讨平。金国军队攻打汴京，河东、北宣抚使范讷率领勤王大军屯守雍丘，以王渊为先锋。不久以所部归附康王府。
第二年，张邦昌被金朝立为皇帝，康王赵构抵达济州，命王渊率领三千人入卫宗庙。王渊抵达汴都，穿着朝服去见张邦昌，递上名帖：“参见冢宰相公。”张邦昌改穿紫袍把他请到政事堂，王渊痛哭宣布康王的教令。康王于是即皇帝位为宋高宗，王渊与杨惟忠、韩世忠率领河北兵，刘光世率领陕西兵，张俊、苗傅等率领帅府和群盗降兵，都在行在，互不统属。这是开始设置御营司，以王渊为都统制，扈从数月不脱甲胄。宋高宗抵达扬州，任命他为龙、神卫四厢都指挥使，不久改任改捧日、天武四厢都指挥使，进升为保大军承宣使。
当时群盗并起，以王渊为制置使平定杭州贼兵，率兵四出，所向全部告捷。在镇江平定军贼赵万，在杭州诛杀陈通，在杨子桥收降张遇；一年之内，群盗几乎全部消灭。转任响德军节度使。只有赵万、陈通等已经被招降，又被斩尽杀绝。
建炎三年（1129年）二月，金国人攻扬州，宋高宗仓卒渡过长江，王渊与内侍康履跟随到达镇江。奉国军节度使刘光世见宋高宗哭着说：“王渊专管江上海船，经常说危急时刻决不误事。现在臣率部数万，骑兵二千余人，都不能渡江。”王渊忿恨他说的话，斩杀江北都巡检皇甫佐来自我辩解。中书侍郎朱胜非驰马去见王渊督理渡江之事，才开始计划，已经来不及了，从此王渊失去诸将拥戴之心。
宋高宗想要到镇江声援江北，群臣也坚决请求。只有王渊说：“镇江只能防守一面，如果金人从通州渡江，先占据姑苏，那该这么办？不如钱塘有重江之险。”于是决议。命王渊守姑苏，他上奏兵器短缺，兵匠缺少，请求聚集民匠修建。不久后从平江府抵达行在，担任签书枢密院事，依然兼都统制。命令下达，诸将哗然。宋高宗听说後，于是免去他奏事签书，并且解去都统制，来安慰众心。
统制官苗傅自负世代为将，以王渊骤用迅速提拔，非常不满；刘正彦曾经招降巨盗丁进，也因为赏赐少而怨恨王渊。当时内侍康履掌权，王渊入枢府，苗傅、刘正彦因为他通过宦官推荐，更加不服。等到王渊入朝时，伏兵将他杀死，一同杀死康履，于是爆发明受苗刘兵变。王渊时年五十三岁。
王渊为将轻财好义，家无积蓄，经常说：“朝廷给我们官爵俸禄足以替代农耕所得，如果追逐钱财，我为什么在乎爵禄，不去做富商大贾呢？”开始，宋高宗在南京应天府，听说王渊得病，派宦官曾泽探病。曾泽回去说，他的帷幔茵褥都没有具备，宋高宗撤下自己紫茸茵垫子赐给他。当时他平定群盗多杀降，而且和康履深交，最后遭遇杀身之祸。赠开府仪同三司，多次加少保，其子孙八人得到官职。绍兴四年（1134年），又有二人得到官职。乾道六年（1170年），谥号襄愍。其子王倚。

## 家族
- 曾祖：王重瞻，贈太子少師
- 曾祖母：宋氏，贈同安郡夫人
- 祖：王仕榮，贈太子太保
- 祖母：楊氏，贈文安郡夫人
- 父：王懷信，贈太子太傅
- 母：燕氏，贈通義郡夫人
- 妻：俱氏，封大寧郡夫人